# Шьоґун (роман)
«Шьоґун» (англ. Shōgun) — роман-епопея американського письменника Джеймса Клавелла, закінчений у 1975 році. Написаний у жанрі історичного роману та оповідає про долю англійської моряка, який першим зі своїх співвітчизників опинився в Японії XVII століття. У романі яскраво описуються історичні та політичні події в Японії того часу. Роман двічі екранізували в форматі мінісеріалу: у 1980-му та в 2024-му роках.

## Сюжет
Підпільна місія нідерландського корабля «Еразмус» полягала в тому, щоб конкурувати з Португалією за Японію та решту прибуткової торгівлі Далекого Сходу. Після того, як велика частина його екіпажу, включно з капітаном, гине, він опиняється в гавані Ідзу, а ті, хто вижив, стають першими протестантами, які потрапили в Японію.
Екіпаж корабля утримується в полоні, а зброю, записи та монети захоплює даймьо (володар) Ябу Ідзу. Ябу сподівався зберегти корабель у таємниці, але шпигун доповів його пану Тораназі, лорду Канто та президенту Ради регентів про прибуття корабля. Оскільки «Еразмус» міг би стати джерелом переваг проти лорда Ісідо, головного суперника Торанаги в Раді, він доручив доставити до нього в Осаку лоцмана корабля — Джона Блекторна.
Зустріч Торанаги з Блекторном сумлінно переклав португальський єзуїт, отець Альвіто, незважаючи на викриття війни між католицькою Португалією та єлизаветинською Англією. До того часу Торанага не знав, що християнство розділене.
Щоб відокремити Блекторна від інших регентів, його ув'язнюють разом із францисканським монахом, який навчає Блекторна елементарній японській мові та розповідає, як єзуїти-роніни" (найманці) вторглися в Японію і розгорнули насильницькі дії, щоб отримати прибуток для португальської корони. Перш ніж два католицькі регенти, яких закликають єзуїти, хочуть стратити його, Блакторна викрадають під час перевезення та повертають до Торанаги.
Леді Тода Маріко (освічена єзуїтом католичка, вірна Тораназі, а не своїй церкві) сумлінно перекладає розповідь Блекторна Тораназі про надання Папою Португалії колоніальних прав на Японію та Східну Азію в обмін на заміну всіх не-католицьких лордів, включаючи Торанагу, тими, хто вірний Португалії та Риму. Він також розповідає звіт францисканців про католицьких «ронінів» після вторгнення з португальського Макао в Японію.
Торанага збентежений і відмовляє португальському торговому кораблю залишити Японію. У свою чергу регенти, після того, як знову не вдалося вбити Блекторна, намагаються змусити Торанагу вчинити сепуку. Натомість він йде у відставку з ради та тікає з Осаки. Завдяки клоунським витівкам Блекторна Торанага, Маріко й інші члени його двору добираються до безпечнішого Андзіро. Торанага підносить Блекторна до рангу самурая-гвардійця хатамото і дарує йому дружину Фудзіко.
В Андзіро Блекторн погрожує вчинити сепуку після того, як Ябу каже, що спалить село, якщо англієць не вивчить японську досить швидко. Його ледве зупиняє Омі. Поступово розуміння японської мови та звичаїв Блекторна покращується. Він навчає контингент самураїв веденню війни в європейському стилі, а після руйнівного землетрусу рятує Торанагу з-під завалів. У свою чергу Блекторн висловлює свою повагу до Торанаги та Маріко, ключової частини найближчого оточення Торанаги, з якою він таємно має роман. Випадкова зустріч зі старою командою Блекторна викликає у них обурення його японськими звичаями, а він — грубістю їхнього європейського характеру.
Щоб відвести підозри, Торанага прикидається перед усіма, крім Маріко, мовчазною згодою щодо Ісідо та заявляє про відсутність бажання брати участь у битві. Коли зведений брат Торанага Затакі, який об'єднався з Ісідо, прибуває, Торанага, наче, здається, і змушує Маріко знову поїхати в Осаку з наміром викрити владу Ісідо над дворянськими родинами. Коли, як і було заплановано, Маріко намагається виїхати з Осаки, люди Ісідо жорстоко блокують її групу, поки навмисно неушкоджена Маріко не відмовиться від виходу. Сказавши, що її зганьбили, Маріко клянеться вбити себе наступного дня. Вона ледь не покінчила зі своїм життям, але Ісідо в останню хвилину дозволив їй піти. Тієї ночі дволикий васал Торанаги Ябу впускає ніндзя Ісідо на територію Торанаги, щоб викрасти Маріко. Відійшовши до комори, Маріко навмисне стає перед дверима, готовими до вибуху, і гине. Її смерть, якій Ісідо намагався запобігти, змушує його звільнити своїх знатних заручників, таким чином послаблюючи військові союзи. Коли Блекторн і Ябусіґе йдуть, єзуїти повідомляють першому, що «Еразмус» затонув. Щодо Ябу, то він зізнається Тораназі та виконує наказ свого лорда вчинити сепуку, віддаючи свою цінну катану Блекторну. Маріко заповітує гроші Блекторну, щоб він побудував придатний для плавання корабель для флоту Торанаги.
Наприкінці книги Торанага в монолозі каже, що він потопив «Еразмус», щоб укласти союз із католицькими лордами, які у відповідь погодилися не вбивати Блекторна. Карма Блекторна, каже Торанага, полягає в тому, щоб ніколи не залишати Японію, як карма Маріко полягала в тому, щоб померти за свого лорда, тоді як карма Торанаги — стати сьогуном. Епілог книги відбувається після битви при Секігахарі, коли Торанага закопує Ісідо по шию, поки той не помирає через три дні.

## Персонажі
«Шьогун» — це історичний художній твір, заснований на боротьбі за владу між наступниками Тойотомі Хідейосі, що призвела до заснування сьогунату Токугава. Клавелл створив кожного персонажа на основі історичної постаті, але змінив їхні імена, щоб додати інтриги в історію.
- Джон Блекторн — Міура Анджін (Вільям Адамс) (1564—1620)
- Йосі Торанага — Токуґава Ієясу (1543—1616)
- Йоші Судара — Токуґава Хідетада (1579—1632)
- Йоші Нага — Токугава Тадайосі (1580—1607)
- Ішідо — Ісіда Міцунарі (1559—1600)
- Очіба — Йодо-доно (1569—1615)
- Яемон — Тойотомі Хідейорі (1593—1615)
- Оноші — Отані Йосіцугу (1558—1600)
- Харіма — Аріма Харунобу (1567—1612)
- Кіяма — Конісі Юкінага (1555—1600)
- Сугіяма — Маеда Тошіє (1539—1599)
- Затакі — Мацудайра Садакацу (1560—1624)
- Тода Маріко — Хосокава Грасія (1563—1600)
- Тода Хіро-мацу «Залізний кулак» — Хосокава Фудзітака (1534—1610)
- Тода Бунтаро — Хосокава Тадаокі (1563—1646)
- Тода Сарудзі — Хосокава Тадатосі (1586—1641)
- Касігі Ябу — Хонда Масанобу (1538—1616)
- Касігі Омі — Хонда Масадзумі (1566—1637)
- Города — Ода Нобунаґа (1534—1582)
- Накамура — Тойотомі Хідейосі (1536—1598)
- Акечі Джінсай — Акеті Міцухіде (1528—1582)
- Леді Гендзіко — Адзай Ґо (1573—1626)
- Мартін Альвіто — Жуан Родрігіш (1561/1562–1633/1634)
- Йоганн Вінк — Ян Йостен ван Лоденстейн (1556?–1623)
- Шпілберген — Якоб Квекернек (?–1606)
- Отець Делл'Аква — Алессандро Валіньяно (1539—1606)
- Брат Майкл — Мігель Чіджіва (1569?–1633)
- Генерал-капітан Феррієра — Гораціо Неретті, капітан Чорного корабля в 1600 році

## Історична точність
Хоча взаємодія Блекторна з Торанагою тісно пов'язана з розповідями в щоденниках Адамса, книга перебільшує його роль при дворі Токугави, а також у подальшій війні.
Адамс ніколи не зустрічався з Хосокавою Грасією, на відміну від інтимних стосунків Блекторна з Тодою Маріко, які мають підтвердження.
У романі є численні японські мовні помилки, а також помилково зображено японські замки з порткулами, і самураї 17-го століття, які використовують багнети. Поштові голуби, які широко використовував Торанага, були невідомі в Японії на той час.

## Написання
Клавелл був офіцером Королівської артилерії під час Другої світової війни та був військовополоненим у в'язниці Чангі в Сінгапурі з 1942 по 1945 рік. Цей досвід ліг в основу його першого роману «Щурячий король» . Незважаючи на цей досвід, він захоплювався Японією та японським народом і описав Сьогуна як «пристрасно прояпонський».
Клавелл стверджував, що на написання роману його надихнуло речення в підручнику його доньки, в якому йшлося про те, що «у 1600 році англієць поїхав до Японії і став самураєм». Таким чином, «Сьогун» був заснований на реальних подіях, пов'язаних з Адамсом, який прибув до Японії в 1600 році і зв'язався з майбутнім сьогуном Токугавою. Він досяг високого статусу, керуючи комерційною діяльністю для сьогунату Токугави, хоча значна частина взаємодії між різними персонажами роману була вигадана. Перший варіант роману налічував 2300 сторінок, і Клавелл скоротив його до 1700 сторінок за допомогою свого редактора Германа Голлоба. Втім, «Сьоґун» був відредагований менше, ніж попередні романи Клавелла.

## Переклади українською
- Джеймс Клавелл. Шьоґун. Азійська сага 1. У двох частинах. пер. з англ. Юлія Лозова. — Київ: Лабораторія, 2025. Книга 1 — 512 с, Книга 2 — 640 с.[9]